# Kurier (powieść)
Kurier (ang.Class A) - kryminalno-przygodowa powieść angielskiego pisarza Roberta Muchamore’a, napisana w 2004 roku. Drugi tom z cyklu CHERUB. Głównym bohaterem jest James Adams, który tym razem musi wziąć udział w tajnej misji rozbrojenia gangu narkotykowego handlującego kokainą, działającego pod nazwą GKM (Gang Keitha Moore'a).

## CHERUB
CHERUB – angielska organizacja wywiadowcza, szkoląca i zatrudniająca agentów w wieku od dziesięciu do siedemnastu lat. Prezesem CHERUB jest dr Terence McAfferty

Powód, dla którego CHERUB odnosi sukcesy, jest prosty – dorośli nie podejrzewają, że mogą szpiegować ich dzieci!

Oficjalnie nieletni agenci nie istnieją.

## Bohaterowie

### Agenci biorący udział w misji
James Adams - kluczowy agent w misji. Za zadanie miał się zaprzyjaźnić z Juniorem (synem Keitha Moore'a), oraz dostać pracę kuriera. Pod koniec książki rozpoczyna związek z Kerry.
Kerry Chang - jej zadaniem jest zakolegowanie się z Erin Moore, dzięki której mogłaby wyciągnąć ważne informacje na temat jej ojca.
Nicole Eddison - świeżo upieczona agentka CHERUB; jej zadaniem jest znalezienie bratniej duszy u April Moore. Zostaje usunięta z misji i z CHERUB po spożyciu kokainy.
Kyle Blueman - Najlepszy przyjaciel Jamesa, jego zadanie polegało na zakolegowaniu się z Ringo Moore. Wyznaje Jamesowi że jest gejem.

### Kontrolerzy misji
Zara Asker - Jedna z najlepszych i najmilszych kontrolerek misji w całym CHERUBIE. Tym razem na misję wyrusza ze swoim mężem Ewartem i małym synkiem Joshua.
Ewart Asker - Drugi z kontrolerów misji mąż Zary, dość lubiany przez agentów. Tym razem pomaga Zarze w kontrolowaniu misji.

## GKM
GKM- Gang Keitha Moore'a, największy na Wyspach gang przemycający kokainę z Peru. Na czele gangu stoi niejaki Keith Moore, brytyjski milioner. GKM jest prawdziwą zmorą dla brytyjskiego wywiadu od ponad 20 lat. Więc gdy zawodzą wszystkie możliwe środki, jak zawsze poproszono o pomoc CHERUB

## Kontrowersje wokół tytułu
Pierwotnie książka miała nosić tytuł „Narkotyki, samochody i pistolety” (ang. 'Drugs, Cars & Guns '). Jednak pod namową wydawnictwa Hodder, który bał się, że ten tytuł będzie zbyt drastyczny dla czytelników, autor zmienił go na Class A, czyli najgroźniejszą klasę narkotyków. W USA książka została wydana jako Kurier (osoba rozwożąca narkotyki).

## Adaptacje

### Audiobook
Audiobook w Polsce został wydany w 2012 roku i jest czytany przez Jarosława Boberka.